# Aegidius de Monte
Aegidius de Monte OFM (* 15. Jahrhundert oder 16. Jahrhundert; † 26. Mai 1577 in Zwolle; ursprünglich Jillis van den Berge) war der zweite römisch-katholische Bischof von Deventer. Er war einer der wenigen Bischöfe, die tatsächlich in Deventer residierten.

## Leben
De Monte stammte aus Perweis in Brabant. Er war Franziskaner und wurde auf Drängen von Herzog Alba, der sich 1568 nach Deventer begab, im August 1570 für den Bischofssitz von Deventer benannt. Am 29. Oktober 1570 empfing er die Bischofsweihe und nahm am 30. November 1570 als letzter von den vierzehn Bischöfen, die für die Niederlande aufgrund der Bulle Super universas benannt worden waren, seinen Stuhl in Besitz. Doch noch im selben Jahr musste er aus Deventer fliehen, da die Spanier ihre Herrschaft über die Niederlande nicht aufrechterhalten konnten.
Urkundlich belegt ist, dass am 4. Juli 1573 ein Heinrich von Bocholtz von ihm die erste Tonsur empfing.
Nach seinem Tod nahm sein Bruder Franciscus de Monte im Auftrag des Kapitels von Deventer als Kapitularvikar die bischöflichen Aufgaben wahr. Aegidius de Monte wurde in der Lebuinuskirche in Deventer bestattet. Seine Grabstätte wurde erst 1841 wiedergefunden und 1985 restauriert.